# Абу аль-Валід
Абдул Азіз бін Омар Аль-Гамді (араб. عبد العزيز بن عمر الغامدي; 1967 — 16 квітня 2004), більш відомий під псевдонімом Абу аль-Валід (араб. ابو الوليد) — арабський польовий командир, панісламістський військовик, спеціаліст з диверсійно-підривних операцій. 
Учасник кількох конфліктів у Центральній Азії та на Балканах, найбільш відомий своєю участю в Першій та Другій російсько-чеченських війнах у 1994—2004 роках, де служив як один із найвідоміших лідерів нечеченських бійців, з середини 2002 року командувач Східного фронту ЗС Чеченської Республіки Ічкерія.
Один із найвідоміших лідерів нечеченських бійців, наступник Хаттаба.
Аль-Валід був одним із найвидатніших арабів, які воювали у Чечні. Після смерті Ібн аль-Хаттаба 20 березня 2002 року обійняв посаду еміра (командувача) автономного підрозділу, що складається переважно з нечеченських моджахедів (див. Моджахеди в Чечні).
Росіяни звинуватили Абу аль-Валіда в терористичних нападах на мирних жителів, який нібито був агентом саудівської розвідки, «Братів-мусульман» або «Аль-Каїди» бен Ладена.  Ніколи не відповідав і не визнав жодних звинувачень, але засудив дії російських військ у Чечні. 

## Ідентичність
За життя аль-Валід був дуже невловимою фігурою. Відомо, що його попередник, Ібн аль-Хаттаб (більш відомий як Хаттаб), мав особисту знімальну групу з двох осіб, які слідували за ним у бій. Виникли припущення про особу, місцеперебування та дії аль-Валіда, а іноді з'являлися чутки про його смерть. Ходили постійні чутки, що він потонув у червні 2002 року, коли його вивезли на коні після спроби переплисти річку.  Російські офіційні особи повідомляли про його смерть щонайменше сім разів.  У якийсь момент навіть саме його існування було визнано сумнівним. 
23 червня 2002 року його родина дала інтерв'ю саудівській газеті «Аль-Ватан», де багато розповіла про його походження.  Вони підтвердили, що його повне ім'я Абдул Азіз Бін Алі Бін Саїд Аль Саїд Аль-Гамді (араб. أبو الوليد عبد العزيز بن سعيد بن علي الغامدي). 

## Біографія

### Раннє життя
Народився в 1967 році в Саудівській Аравії.
Член племені Гамд у Саудівській Аравії, виріс у селі аль-Хал, поблизу міста Балджораші в провінції Аль-Бахах Саудівської Аравії. У рідному селі його батько був відомим імамом. Народився в багатодітній родині як один з одинадцяти синів. Його брати стверджували, що в юності аль-Валід любив грати, читав релігійні книги та вивчав Коран.

### Військова кар'єра
У 1986 році, коли йому було 19 років, аль-Валід домігся дозволу батьків брати участь у джихаді в Афганістані. Невдовзі виїхав до країни, щоб приєднатися до моджахедів у їхній боротьбі проти російських військ під час радянсько-афганської війни. Наступні два роки провів навчання в Мактаб аль-Хідамат, організації, створеній Абдуллою Аззамом і Усамою бін Ладеном. Вони навчали міжнародних добровольців і розподіляли кошти між ісламськими групами. Після завершення навчання аль-Валід був направлений до бойової частини, де почав воювати. Двічі ненадовго повертався до Саудівської Аравії, один раз для лікування травми лівої руки.
Після закінчення радянсько-афганської війни аль-Валід продовжив воювати в інших конфліктах у Європі та Азії. У 1990-х роках цей рух приведе його на Балкани, зокрема до Боснії, де воював разом з боснійцями у Боснійській війні; потім поїхав до Таджикистану, де допомагав ісламістським повстанцям у громадянській війні в Таджикистані; і зрештою до Чечні, де приєднався до чеченських моджахедів. Цю групу організував і очолив Ібн аль-Хаттаб.

### Перша російсько-чеченська війна
Під час Першої російсько-чеченської війни аль-Валід служив наїбом (заступником) у підрозділі Хаттаба. Брав участь у численних рейдах і засідках, включаючи засідку Шатоя у квітні 1996 року, під час якої вони атакували та знищили велику російську бронетанкову колону.

### Міжвоєнний період і Дагестанська війна
Після війни залишився в Чечні разом з більшою частиною батальйону, зосередився на створенні мережі таборів на гірському півдні країни, в яких тренувалися ісламістські повстанці з усього регіону та новобранці з-за кордону.
22 грудня 1997 року аль-Валід брав участь у раптовому нападі на базу 136-ї бронетанкової бригади російської армії, дислокованої в Буйнакську, Дагестан. Цей рейд сприяв зростанню напруженості між Москвою та новоствореним урядом Чеченської Республіки Ічкерія.
У 1999 році брав участь у вторгненні Ісламської міжнародної миротворчої бригади в Дагестан, що допомогло стати приводом для російської сторони розпочати Другу російсько-чеченську війну. Під час цього конфлікту був убитий перший заступник Хаттаба Хакім аль-Медані. Аналітики вважають, що після смерті аль-Медані аль-Валід отримав посаду першого заступника. До подій 1999 року в Дагестані аль-Валід був відносно невідомою фігурою за межами Чечні.
Після його вторгнення його популярність почала зростати в ісламістських колах за кордоном.

### Друга російсько-чеченська війна
Під час Другої російсько-чеченської війни аль-Валід продовжував бути заступником Хаттаба, беручи участь у рейдах і засідках. Навесні 2000 року здобув найважливіші військові перемоги. 
29 лютого очолив битву під Улус-Кертом. Його сили вступили в бій і оточили цілу роту 76-ї гвардійської десантно-штурмової дивізії ВДВ з Пскова. Бій тривав кілька днів і врешті закінчився повним знищенням російської роти.  Інформаційне агентство Chechenpress повідомило, що в бою було вбито лише 12 чеченських повстанців , тоді як російські джерела оцінюють їхні втрати до 300 осіб. У квітні 2000 року аль-Валід успішно атакував 51-й гвардійський парашутно-десантний полк ВДВ з Тули.
Улітку 2001 року покійний Аслан Масхадов, тодішній президент Чеченської Республіки Ічкерія, призначив Абу аль-Валіда командувачем Східним фронтом.
Після смерті Хаттаба 20 березня 2002 року аль-Валід прийняв командування ІММБ. Незабаром після цього опублікував статтю на офіційному сайті іноземних моджахедів al-Qoqaz, в якій пояснив обставини смерті Хаттаба. Публікація цієї статті також підтвердила, що він прийняв командування ІММБ.  Пізніше також випустив відеозаяву, в якій прокоментував смерть свого попередника.
9 квітня 2002 року аль-Валід оголосив, що його сили збили вертоліт Мі-24 «Хінд» і взяли в полон його екіпаж з трьох осіб. Його вважали зниклим безвісти протягом двох місяців. Він оприлюднив серійний номер вертольота та детальну інформацію про членів екіпажу. 
16 травня він висунув ультиматум російській військовій владі: погрожував вбити трьох в’язнів, якщо росіяни не звільнять 20 чеченців, які утримуються в російських в’язницях, на що росіяни відмовили. Чеченське незалежне, міжнародне та ісламське інтернет-агентство «Кавказ-центр» заявило, що має непідтверджену інформацію про те, що екіпаж був страчений. 
У листопаді 2003 року було оголошено про винагороду у розмірі 3 млн рублів або 100 тис. доларів США за допомогу у його нейтралізації або повідомлення про місцезнаходження Абу аль-Валіда.  Винагороду мали намір виплатити із коштів, які перебували у розпорядженні самого Абу аль-Валіда.
Напередодні президентських виборів в Росії 2004 року заявив, що якщо буде обраний той, хто виступає за війну в Чечні, значить, росіяни оголошують війну чеченцям, від цього залежить проведення терактів на території РФ. 
3 жовтня 2007 року згідно з сайтом «Кавказ-центр» президент ЧРІ Умаров своїм указом посмертно нагородив його вищою нагородою ЧРІ — орденом «Честь Нації».

### Смерть
За декілька років повідомлення про його смерть надходили сім разів: у бою у квітні та липні 2000 року (виявився поранений), у вересні 2001 року, у березні (нібито вбитий невідомим убивцею) та у червні-липні 2002 року (потонув під час повені), у вересні 2003 року (застрелений снайпером у бою, тіло забрали бійці) та у листопаді того ж року. 
Аль-Валід був убитий бійцями спецбатальйону Суліма Ямадаєва «Восток»  16 квітня 2004 року . Хоча існує кілька версій обставин, найрозширеніша інформація міститься в листі Абу Хафса аль-Урдуні, який прийняв командування чеченськими моджахедами.  Він повідомив, що аль-Валід «був у турне по всіх полках, щоб доручити їм операції та матеріально-технічні плани». Його однопартійців схопили в селі Ца-Ведено, а промосковські силовики визначили «його позицію в сусідньому лісі». 
Після потужного бомбардування району снайпери влаштували засідку та вбили аль-Валіда.  Брат Абу аль-Валіда Алі Аль-Гамді заявив, що Абу аль-Валід потрапив у засідку і був застрелений російським спецназом у лісі біля села Ца-Ведено.
Алі сказав, що супутники Абу аль-Валіда змогли сховати його тіло від російських військ у лісі, а потім поховали його пізніше. Він також заявив, що інформація про зраду Абу аль-Валіда була помилковою, а його брат був застрелений у бою з російськими військами. Заповіт Абу аль-Валіда не повинен був зніматися на відео після його смерті. Володимир Путін нагородив Ямадаєва званням Героя Російської Федерації в Кремлі влітку 2005 року. 

## Звинувачення в тероризмі
Російська влада часто звинувачувала Хаттаба, аль-Валіда та інших арабів, які воюють у Чечні, у причетності до тероризму. За даними ФСБ, Аль-Валід несе відповідальність за кілька терактів, включаючи вибухи житлових будинків у 1999 році, вибух у Каспійську в 2002 році та сплановані, але так і не здійснені бактеріологічні атаки на Росію. Його і Шаміля Басаєва також звинуватили в організації вибуху біля Будинку уряду Чечні в Грозному 27 грудня 2002 року.
Лише Басаєв взяв на себе відповідальність за останню атаку, але російські чиновники стверджували, що «арабські методи» свідчать про те, що це зробили «арабські бойовики, навчені в Афганістані». Аль-Валіда звинувачують у тому, що він є агентом Аль-Каїди, Братів-мусульман і розвідки Саудівської Аравії.  Він ніколи не відповідав на такі звинувачення і ніколи не брав на себе відповідальність за жодні з цих терактів та ніколи не визнавав себе членом перерахованих вище структур.[джерело?]
Аль-Валід коментував інші терористичні акти. 11 червня 2003 року лондонська арабська газета Asharq Al-Awsat повідомила про заяву, яку він оприлюднив через агентство новин al-Qoqaz. Він спонукав іракських повстанців до самогубних операцій. Його цитували: «Згідно [з моїм] досвідом на Кавказі, такі операції матимуть вплив на американські та британські війська». 
19 листопада 2003 року катарська арабська телевізійна мережа «Аль-Джазіра» транслювала відеозвернення, в якому аль-Валід коментував теракти, вчинені чеченськими жінками, стверджуючи, що напади були мотивовані страхом перед зґвалтуванням і жорстокістю з боку російських солдатів. 

## Зовнішні посилання
Статті
- (The Jamestown Foundation's Chechnya Weekly) Зліт і падіння іноземних бойовиків у Чечні
- (The Sunday Times) Саудівський воєначальник очолює російські бомбардувальники[недоступне посилання з 01.01.2025]

Веб-сайти
- www.alqoqaz.net (іноземне агентство новин моджахедів) (араб.)

Відео
- Біографія Хаттаба Частина 2
- 'Hind' gunship shot down over Chechnya на YouTube